# Medal Iraku
Medal Iraku (ang. Iraq Medal) – brytyjski medal ustanowiony 23 lutego 2004 w celu nagradzania za minimum 30-dniową służbę bojową lub pomocniczą w Iraku od 20 stycznia 2003 podczas II wojny w Zatoce Perskiej.

## Zasady nadawania
Nadawany żołnierzom brytyjskim i personelowi cywilnemu, włączając media i niektórych przedstawicieli obcych państw desygnowanych do operacji.
Członkowie personelu wojskowego i cywilnego, którzy zginęli podczas swojej służby w Iraku lub Kuwejcie automatycznie kwalifikują się do pośmiertnego otrzymania medalu.
- Warunki otrzymania medalu z klamrą:
  - Zone One (Irak i Kuwejt) – 7 dni nieprzerwanej służby w okresie 19 marca 2003 do 28 kwietnia 2003
  - załogi samolotów stacjonujące poza strefą, które odbyły dwa lub więcej lotów bojowych do strefy w tym samym okresie.
- Warunki otrzymania medalu bez klamry:
  - personel w Zone One (Irak) niemający 7 dni służby w wymienionym okresie, ale mający 30-dniową nieprzerwaną służbę pomiędzy 20 stycznia 2003 i 24 marca 2003 lub 30-dniową nieprzerwaną służbę od 23 kwietnia 2003 do daty, o której zostanie powiadomiony.
  - personel w Zone One (Kuwejt) niemający 7 dni służby w wymienionym okresie, ale mający 30-dniową nieprzerwaną służbę pomiędzy 20 stycznia 2003 i 24 marca 2003 lub 30-dniową nieprzerwaną służbę od 23 kwietnia 2003 do 10 sierpnia 2003.
  - personel mający 30-dniową nieprzerwaną służbę pomiędzy 20 stycznia 2003 i 28 kwietnia 2003.
  - załogi samolotów stacjonujące poza strefami Zone One i Zone Two (w dowolnym miejscu nad Zatoką Perską), które odbyły 30 lotów bojowych do obydwu stref z częstotliwością nie większą niż jeden lot na dzień, od 28 kwietnia 2003 do daty, o której zostanie powiadomiony.

## Klamra medalu
- 19 MAR – 28 APR 2003

## Opis medalu
Medal wykonany ze stopu miedzi i niklu.
awers: popiersie królowej Elżbiety II i inskrypcja ELIZABETH II DEI GRATIA REGINA FID DEF
rewers: wizerunek starożytnej rzeźby asyryjskiego Lamassu stojącego ponad słowem IRAQ.